# Gallinero de Huebra
Gallinero de Huebra fue una localidad española, hoy día despoblada, ubicada en el municipio salmantino de Berrocal de Huebra, en la comunidad autónoma de Castilla y León.

## Historia
A mediados del siglo XIX, la localidad contaba con una población de 32 habitantes. Aparece descrita en el octavo volumen del Diccionario geográfico-estadístico-histórico de España y sus posesiones de Ultramar de Pascual Madoz de la siguiente manera: 

GALLINERO DE HUEBRA: ald. agregada al ayunt. de Huebra (1/2 leg.) en la prov. y dióc. de Salamanca, part. jud. de Sequeros: sit. en una hondonada cercada de pequeños cerros por todas partes, con libre ventilación y buen clima. Tiene 8 casas de inferior construccion y un manantial, de cuyas aguas se surten los vec. El térm. confina al N. con Sanchon de la Sagrada; E. su ayunt.; S. Coquilla de Huebra y Villar del Profeta, y O. Torre de Velayos: se estiende 1/a leg. de N. á S., y 1/4 de E. á O. El terreno es todo de secano, pizarroso, flojo y de mala calidad, con un monte de encina, un pequeño prado y algunos buenos valles con un buen baqueril. Los caminos conducen á los pueblo limítrofes. prod. de todos granos escasamente y ganado lanar, cabrio y vacuno. pobl.: 8 vec., 32 alm. contr. con su ayunt.
(Madoz, 1847, p. 284)

La entidad de población, perteneciente hoy día al término municipal de Berrocal de Huebra, en 2021 se encontraba despoblada.